# Дікенс (Техас)
Дікенс (англ. Dickens) — місто (англ. city) в США, в окрузі Дікенс штату Техас. Населення — 219 осіб (2020).

## Географія
Дікенс розташовано за координатами 33°37′17″ пн. ш. 100°50′12″ зх. д. / 33.62139° пн. ш. 100.83667° зх. д. (33.621273, -100.836804).  За даними Бюро перепису населення США в 2010 році місто мало площу 2,48 км², уся площа — суходіл.

## Демографія
Згідно з переписом 2010 року, у місті мешкало 286 осіб у 128 домогосподарствах у складі 81 родини. Густота населення становила 115 осіб/км².  Було 166 помешкань (67/км²).
Расовий склад населення:
| - 83,9 % — білих - 4,9 % — азіатів - 1,4 % — чорних або афроамериканців - 0,7 % — корінних американців - 7,0 % — осіб інших рас |

До двох чи більше рас належало 2,1 %. Частка іспаномовних становила 16,1 % від усіх жителів.
За віковим діапазоном населення розподілялося таким чином: 18,9 % — особи молодші 18 років, 56,3 % — особи у віці 18—64 років, 24,8 % — особи у віці 65 років та старші. Медіана віку мешканця становила 50,2 року. На 100 осіб жіночої статі у місті припадало 98,6 чоловіків;  на 100 жінок у віці від 18 років та старших — 95,0 чоловіків також старших 18 років.
Середній дохід на одне домашнє господарство  становив 47 047 доларів США (медіана — 43 750), а середній дохід на одну сім'ю — 61 254 долари (медіана — 56 071). Медіана доходів становила 53 750 доларів для чоловіків та 40 417 доларів для жінок. За межею бідності перебувало 12,8 % осіб, у тому числі 33,3 % дітей у віці до 18 років та 9,1 % осіб у віці 65 років та старших.
Цивільне працевлаштоване населення становило 70 осіб. Основні галузі зайнятості: сільське господарство, лісництво, риболовля — 32,9 %, будівництво — 20,0 %, публічна адміністрація — 8,6 %, науковці, спеціалісти, менеджери — 8,6 %.